# Sonia Zitouni
Sonya Zitouni (ur. 8 marca 1979) – tunezyjska zapaśniczka walcząca w stylu wolnym. Zajęła czwarte miejsce na igrzyskach afrykańskich w 1999. Złota medalistka mistrzostw Afryki w 1996 i czwarta w 1997 roku.